# Pamela, a Love Story
Pamela, a Love Story (bra: Pamela Anderson - Uma História de Amor; prt: Pamela Anderson: Uma História de Amor) é um documentário de 2023, dirigido por Ryan White. O filme gira em torno da vida e carreira da modelo e atriz canadense-americana Pamela Anderson. Ele estreou na Netflix em 31 de janeiro de 2023.

## Sinopse
De acordo com a Netflix, Pamela, a Love Story lança um olhar intimista e humanizador sobre uma das loiras mais famosas do mundo, Pamela Anderson. Com acesso a vídeos e diários pessoais, o documentário mostra a trajetória de vida e carreira de Anderson. Da infância e juventude da garota de cidade pequena, seu início como modelo para a revista Playboy, sua ascensão ao estrelato na série Baywatch, sua posição como símbolo sexual e objetificação sexual, por seu envolvimento com causas de ativismo, a vida de atriz e mãe, bem como seu casamento turbulento com o baterista do Mötley Crüe, Tommy Lee, e o escândalo da sua sex tape vazada.

## Recepção

### Crítica
Pamela, a Love Story recebeu críticas positivas. No site agregador de críticas Rotten Tomatoes, o documentário tem uma taxa de aprovação de 96% baseado em 49 críticas, com uma nota média de 7.2/10. O consenso crítico do site diz: "Usando uma estrutura reconhecidamente padrão, Pamela, a Love Story recontextualiza a vida pública de seu tema com um efeito instigante". Já no Metacritic, que usa uma média aritmética ponderada, o documentário tem uma pontuação de 66 de 100, com base em 13 críticas, indicando "críticas geralmente favoráveis".

### Agraciamentos
Pamela, a Love Story recebeu duas indicações na edição de 2023 do Primetime Creative Arts Emmy Awards nas categorias de Melhor Documentário ou Especial de Não Ficção e Melhor Composição Musical para Série de Documentários ou Especial.